# Zu Ji
 (juin 2019).
Si vous disposez d'ouvrages ou d'articles de référence ou si vous connaissez des sites web de qualité traitant du thème abordé ici, merci de compléter l'article en donnant les références utiles à sa vérifiabilité et en les liant à la section « Notes et références ».
Zu Ji (chinois : 祖己) était le fils aîné du roi Wu Ding mais malgré son titre de roi, il ne succéda jamais à son père en tant que roi de la Chine sous la dynastie Shang.
Dans le Shiji, Sima Qian affirmait qu'il était mort en exil lointain au cours de la 25e année du règne de son père.
Les inscriptions présentes sur les os oraculaires découverts à Yin Xu confirment sa lignée et son échec à arriver au trône.